# Si (Suzhou)

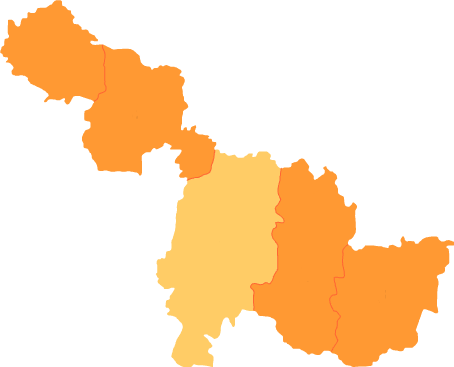
Lage des Kreises Si im Gebiet der bezirksfreien Stadt Suzhou

Der Kreis Si (泗县; Pinyin: Sì Xiàn) ist ein Kreis im Norden der chinesischen Provinz Anhui. Er gehört zum Verwaltungsgebiet der bezirksfreien Stadt Suzhou (宿州). Der Kreis Si hat eine Fläche von 1.848 Quadratkilometern und zählt 851.000 Einwohner (Stand: Ende 2018). Sein Hauptort ist die Großgemeinde Sicheng (泗城镇).

## Administrative Gliederung
Auf Gemeindeebene setzt sich der Kreis aus zwölf Großgemeinden und drei Gemeinden zusammen. 